# أوتو كونت بالينشتيت
أوتو كونت بالنستيدت Otto, Count of Ballenstedt ويلقب بأوتو الغني (ولد حوالي سنة 1070 – ومات في 9 فبراير 1123) كان أول أمير أسكاني يتخذ لقب كونت أنهالت، كما أطلق عليه لفترة وجيزة دوق ساكسونيا.
كان والد ألبرت الدب،  الذي غزا فيما بعد براندنبورغ من السلاف وأطلق على نفسه اسم مارغريف الأول لبراندنبورغ.
كان أوتو الابن الأكبر لأدالبرت الثاني كونت بالينشتيت، وأديلايد من فايمار-أورلامونده، ابنة أوتو الأول مارغريف مايسن. 
ورث أوتو جزءا كبيرا من ممتلكات والد زوجته، ماغنوس دوق ساكسونيا ، بعد وفاته في عام 1106، وكان يأمل أن يخلفه كدوق. ولكن عُيِّن لوثار سوبلينبرج دوقًا بدلاً منه. 
وبعد نفي لوتار في عام 1112، تم تعيين أوتو دوقًا لساكسونيا من قبل الإمبراطور هنري الخامس؛ ولكن في نفس العام دخل في نزاع مع الإمبراطور وجُرد من لقب الدوق. ثم تحالف مع لوتار الذي ساعده على هزيمة هوير الأول كونت مانسفيلد، الذي عينه الإمبراطور دوقا لساكسونيا، في عام 1115.
غزا أوتو المناطق المحيطة بمدينة تسيربست وسالتسفيدل اللتين كانتا تحت سيطرة السلافيين، وحافظ على دعم لوتار بمجرد أن أصبح لوتار ملكًا في عام 1125. كما طالب بحكم مقاطعة فايمار أورلامونده، التي كانت والدته وريثة لها. وكان ذلك خلال هذه الحملة العسكرية التي جعلت أوتو مشهورًا في جميع أنحاء ألمانيا، كما تقول القصة.

## العائلة
تزوج أوتو من إيليكا ابنة ماغنوس دوق ساكسونيا ، قبل  1095. وأنجبا كلا من:
- ألبرت الدب (1100–1170)
- أديلايد (توفيت بعد عام 1139)، تزوجت من هنري الرابع كونت شتاده، وفي عام 1139، من فيرنر كونت أوستربورغ.